# Relações entre Bangladesh e Coreia do Norte
As relações entre Bangladesh e Coreia do Norte são as relações bilaterais da República Popular de Bangladesh e da República Popular Democrática da Coreia.

## História
A Coreia do Norte tem uma embaixada residente em Bangladesh. O Embaixador de Bangladesh na China também representa Bangladesh na Coreia do Norte. Em 2012, um diplomata norte-coreano foi multado em 2,5 milhões de taka por posse de vinho ilegal. A Coreia do Norte tem uma filial de sua rede de restaurantes de Pionguiangue em Daca. O restaurante é gerido por funcionários norte-coreanos e serve cozinha norte-coreana. Em maio de 2015, o gerente do restaurante, um cidadão norte-coreano, foi preso por vender ilegalmente Viagra e álcool fora do restaurante. Umme Nahida Akter, vice-diretor de inteligência alfandegária, disse sobre o restaurante após a operação: "O lugar é um centro de atividades ilícitas".
Em março de 2015, um diplomata norte-coreano, Son Young-nam, foi deportado de Bangladesh depois de ser pego tentando contrabandear US$ 1,7 milhão em ouro para o aeroporto de Daca. O Embaixador da Coreia do Norte em Bangladesh se desculpou após o incidente.
A Symantec e a BAE Systems descobriram o envolvimento da Coreia do Norte no assalto a banco de Bangladesh em 2016 por meio do hack do banco. Em agosto de 2016, Han Son Ik, Primeiro Secretário da Embaixada da Coreia do Norte, foi expulso por atividades ilegais. Ele foi encontrado contrabandeando cigarros e eletrônicos no valor de meio milhão de dólares. Em janeiro de 2017, um Rolls-Royce que Han comprou em Bangladesh foi apreendido pela alfândega de Bangladesh.

## Relações econômicas
Em 2002, Bangladesh importou US$ 34,8 milhões em mercadorias da Coreia do Norte, enquanto a Coreia do Norte importou US$ 5,31 milhões em mercadorias de Bangladesh. Com a recuperação da indústria têxtil de Bangladesh, a compra de mais matérias-primas aumentou as exportações para Bangladesh. Devido à repentina escassez de papel, mais produtos de papel foram comprados.